# 오이즈미촌 (도쿄부)
오이즈미촌(일본어: 大泉村)은 도쿄부 기타토시마군에 존재했던 촌이다. 1891년에 성립되어 1932년에 도쿄시에 편입될 때까지 존속했다. 현재 도쿄도 네리마구 북서부, 오이즈미 지구에 해당한다.

## 역사
- 1891년 6월 15일 - 도쿄부 기타토시마군 샤쿠지이촌의 일부, 사이타마현 니쿠라군 구레하시촌의 및 니쿠라촌의 일부가 합병해, 도쿄부 기타토시마군 오이즈미촌이 성립하였다.
- 1932년 10월 1일 - 도쿄시에 편입해, 동일 오이즈미촌은 폐지되었다. 이후 구촌 지역은 네리마구의 일부가 되었다.

## 교통

### 철도
- 무사시노 철도 (현・세이부 이케부쿠로선)

## 관련서적
- 東京市臨時市域擴張部 『北豊島郡大泉村現状調査』 1931年